# 1813
1813 (MDCCCXIII) var ett normalår som började en fredag i den gregorianska kalendern och ett normalår som började en onsdag i den julianska kalendern.

## Händelser

### Januari
- 4 januari – Johan Leonard Belfrage får i hemligt uppdrag av svenska regeringen att "arrangera en espionage på Norge", som förberedelser för ett fälttåg mot landet.

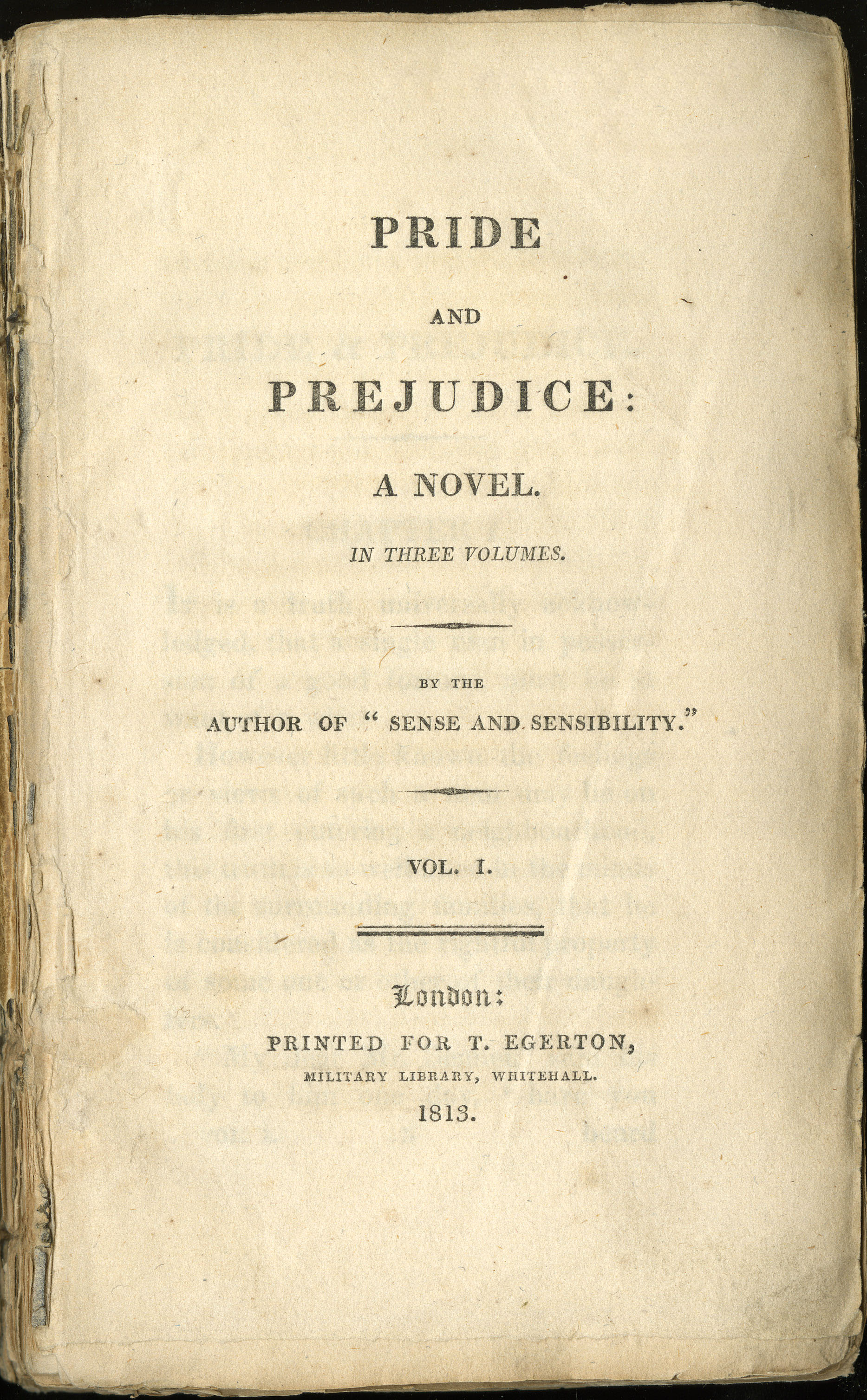
Pride and Prejudice.

- 28 januari – Den brittiska författarinnan Jane Austen publicerar romanen Pride and Prejudice.

### Mars
- 3 mars – Sverige sluter förbund med Storbritannien där Sverige skall ställa upp med trupper mot Napoleon I mot att Storbritannien bistår Sverige vid erövringen av Norge. Ön Guadeloupe blir svenskt territorium.
- 4 mars - Elbridge Gerry blir USA:s nye vicepresident .
- 24 mars – Svenskarna landstiger i Stralsund och Wismar och inleder så Andra napoleonkriget mot Frankrike.

### April
- April – Amerikanska soldater ledda av general James Wilkinson belägrat, med amerikanska kongressens godkännande, Mobile Bay i Västflorida. Spanjorerna ger upp.[1]

### Maj
- Maj – Kronprins Karl Johan anländer till svenska hären i Pommern.
- 29 maj – Svenska Ostindiska Companiet upplöses efter 82 års verksamhet.[2]

### Augusti
- 23 augusti – De allierades nordarmé (bestående av svenskar, ryssar och preussare) besegrar en fransk armé under marskalk Nicolas Charles Oudinot i slaget vid Grossbeeren under Napoleonkrigen.

### September
- 6 september – Nordarmén besegrar fransmännen i slaget vid Dennewitz.
- 13 september – Delar av Göteborg, Sverige härjas av en brand.[3]

### Oktober
- 2 oktober – Det Norska studentsamfundet grundas i Oslo.[4]
- 18–19 oktober – Nordarmén besegrar fransmännen i slaget vid Leipzig.
- 19 oktober – Karl Johan får befälet över nordarmén. Medan de allierade förföljer fransmännen anfaller Karl Johan Danmark.

### December
- 7 december – Svenskt kavalleri besegrar danska trupper i Slaget vid Bornhöft, Sveriges sista fältslag mot Danmark.
- 15 december – Stillestånd sluts mellan Sverige och Danmark i Rendsburg.
- 19 december – Den danska fästningen Fredriksort kapitulerar för svenskarna.

### Okänt datum
- Amerikanska soldater bygger ett fort på Nukahiva, en av Marquesöarna, för att skydda skepp man beslagtagit från britterna.[1]
- Den svenska sjukvårdsmyndigheten Collegium medicum ombildas till Sundhetskollegium.
- Gymnastiska centralinstitutet inrättas i Stockholm. Det leds av "den svenska gymnastikens fader" Pehr Henrik Ling.
- I Sverige döms Lasse-Maja för tredje resan stöld till livstids fästning.

## Födda

### Första kvartalet

#### Januari
- 2 januari – Carl Oskar Troilius, svensk generaldirektör och riksdagsman.
- 21 januari – John C. Frémont, amerikansk general, upptäcktsresande och politiker.
- 31 januari – Agostino Depretis, italiensk politiker, Italiens premiärminister.

#### Februari
- 15 februari – Frederick Holbrook, amerikansk republikansk politiker, guvernör i Vermont 1861–1863.

#### Mars
- 8 mars – Japetus Steenstrup, dansk biolog.
- 18 mars – Friedrich Hebbel, österrikisk författare och dramatiker.
- 19 mars – David Livingstone, brittisk missionär och upptäcktsresande.

### Andra kvartalet

#### April
- 9 april – Lewis V. Bogy, amerikansk demokratisk politiker, senator 1873–1877.
- 13 april – Stephen A. Douglas, amerikansk demokratisk politiker.
- 19 april – David Settle Reid, amerikansk demokratisk politiker.
- 25 april – Antonina Bludova, rysk författare, filantrop, salongsvärd och hovdam.

#### Maj
- 5 maj – Søren Kierkegaard, dansk filosof och författare.
- 13 maj – Lot M. Morrill, amerikansk republikansk politiker, USA:s finansminister 1876–1877.
- 22 maj – Richard Wagner, tysk tonsättare, dirigent och författare.
- 26 maj – George G. Fogg, amerikansk politiker, diplomat och publicist.

#### Juni
- 6 juni – Gustaf von Braun, svensk militär, godsägare och riksdagspolitiker.

### Tredje kvartalet

#### Juli
- 12 juli – Claude Bernard, fransk fysiolog.
- 13 juli – Theophilus Hansen, dansk arkitekt.
- 17 juli – Nils Månsson Mandelgren, svensk konstnär och forskare.
- 18 juli – Pierre Alphonse Laurent, fransk matematiker.
- 28 juli – Alberto Mazzucato, italiensk musiker.

#### Augusti
- 5 augusti – Ivar Aasen, norsk språkman och författare, skaparen av nynorska.
- 20 augusti – Vladimir Sollogub, rysk greve och författare.
- 21 augusti – Jean Servais Stas, belgisk kemist.
- 26 augusti – Harrison Reed, amerikansk republikansk politiker, guvernör i Florida 1868–1873.

#### September
- 6 september – Isaac Butt, irländsk politiker.
- 9 september – Wilhelm Engelhard, tysk konstnär.
- 13 september
  - William A. Barstow, amerikansk demokratisk politiker och general, guvernör i Wisconsin 1854–1856.
  - Auguste Maquet, fransk författare.
  - John Sedgwick, amerikansk militär.
- 17 september – John Jabez Edwin Mayall, brittisk fotograf.
- 18 september
  - Bernhard Cronholm, svensk kemist, tidningsman och boktryckare. Grundare av Snäll-Posten.
  - William L. Greenly, amerikansk demokratisk politiker, guvernör i Michigan 1847–1848.
- 19 september
  - Nikolaus Delius, tysk filolog
  - Christian Heinrich Friedrich Peters, tysk-amerikansk astronom.

### Fjärde kvartalet

#### Oktober
- 3 oktober – Moritz Wagner, tysk geograf.
- 5 oktober – Ernst Haberbier, tysk pianist.
- 8 oktober – Carl Amand Mangold, tysk kompositör.
- 9 oktober
  - John J. Pettus, amerikansk demokratisk politiker, guvernör i Mississippi 1854 och 1859–1863.
  - Georg Waitz, tysk historiker och politiker.
- 10 oktober – Giuseppe Verdi, italiensk kompositör.
- 16 oktober – Johannes Ronge, tysk präst.
- 17 oktober – Georg Büchner, tysk författare, revolutionär, filosof, läkare och zoolog.
- 23 oktober – Ludwig Leichhardt, tysk upptäcktsresande.
- 26 oktober – Daniel D. Pratt, amerikansk republikansk politiker, senator 1869–1875.
- 29 oktober – Carl Ploug, dansk politiker och författare.

#### November
- 13 november – Allen G. Thurman, amerikansk demokratisk politiker och jurist, senator 1869–1881.
- 28 november – Anders Lindewall, godsägare i Uppsala län och ledamot av riksdagens andra kammare.

#### December
- 6 december – Albert Kellogg, amerikansk läkare och botaniker. (död 1887)
- 10 december – Zachariah Chandler, amerikansk politiker. (död 1879)
- 20 december – Samuel J. Kirkwood, amerikansk republikansk politiker. (död 1894)
- 23 december – Joseph P. Comegys, amerikansk politiker och jurist, senator 1856–1857. (död 1893)

### Okänt datum
- Victor Escousse, fransk dramatiker.

## Avlidna

### Första kvartalet

#### Januari
- 24 januari – Theodore Sedgwick, 66, amerikansk politiker.

#### Februari
- 3 februari – Samuel Ashe, 87, amerikansk politiker, guvernör i North Carolina 1795–1798.

#### Mars
- 17 mars – Jacques Pierre Abbatucci, 89, korsikansk general.

### Andra kvartalet

#### April
- 10 april – Joseph-Louis Lagrange, 77, italiensk astronom och matematiker.

#### Maj
- 26 maj – Moses Robinson, 72, amerikansk politiker.

#### Juni
- 28 juni – Gerhard von Scharnhorst, 57, preussisk militär.

### Tredje kvartalet

#### Juli
- 17 juli – Fredrica Löf, 52, svensk skådespelerska.

#### Augusti
- 21 augusti – Sofia Magdalena av Danmark, 67, drottning av Sverige 1771–1792, gift med Gustav III.

#### September
- 24 september – André Grétry, 72, belgisk-fransk kompositör.

### Fjärde kvartalet

#### Oktober
- 19 oktober – Józef Antoni Poniatowski, 50, polsk general.

#### November
- 29 november – Giambattista Bodoni, 73, italiensk boktryckare.

#### December
- 27 december – Gustaf Adolf Reuterholm, 57, svensk politiker.

### Fotnoter
1. 1 2  ”USA:s militära insatser i utlandet 1798-2004”. Arkiverad från originalet den 9 december 2013. https://web.archive.org/web/20131209174005/http://www.history.navy.mil/library/online/forces.htm. Läst 30 januari 2011.
2. ↑  Frängsmyr, Tore (1976). Ostindiska Kompaniet. Stockholm: Wahlström & Widstrand. sid. 168. ISBN 91-46-12645-7
3. ↑  Göteborg[död länk]
4. ↑  Hansen, Tor Ivar (2023-08-28). ”Det Norske Studentersamfund” (på norska). Store norske leksikon. https://snl.no/Det_Norske_Studentersamfund. Läst 30 september 2023.